# Anneliese Seonbuchner
Anneliese Seonbuchner (República Federal Alemana, 13 de septiembre de 1929) fue una atleta alemana especializada en la prueba de 80 m vallas, en la que consiguió ser subcampeona europea en 1954.

## Carrera deportiva
En el Campeonato Europeo de Atletismo de 1954 ganó la medalla de plata en los 80 m vallas, llegando a meta en un tiempo de 11.2 segundos, siendo superada por la soviética Maria Golubnichaya (oro con 11.0 segundos que fue récord de los campeonatos) y por delante de la británica Pam Seaborne (bronce con 11.3 segundos).